# Stereophonics
Stereophonics — британская рок-группа, основанная в 1992 году в городе Кумаман (Cwmaman), Уэльс. За 30 лет существования выпустила 11 студийных альбомов, суммарный тираж которых превышает 10 млн.

## История

### Начало
История группы берёт начало в ранних 90-х, когда Келли Джонс (гитара, вокал), Ричард Джонс (бас) и Стюарт Кейбл (ударные), три друга детства, решили создать рок-группу, которую они сначала окрестили Blind Faith, но вскоре выяснилось, что такое название носила группа Эрика Клэптона. Через некоторое время появилась переименованная группа Tragic Love Company, названная в честь любимых групп музыкантов: The Tragically Hip, Mother Love Bone и Bad Company. Позже Стюарт Кейбл предложил название Stereophonics, которое он прочёл на фотографии своей бабушки. Название было одобрено остальными членами группы, и группа стала называться «The Stereophonics». Это название продержалось вплоть до 1996-го, когда группа взяла окончательное название Stereophonics.
Будучи уроженцами Уэльса, музыканты поначалу оттачивали своё мастерство регулярными выступлениями в местных пабах. Они находились под сильным влиянием таких групп, как AC/DC и Creedence Clearwater Revival. Их профессиональная карьера начинается в 1997 году, когда Ричард Брэнсон, создатель Virgin Records, предложил им контракт со своим новым лейблом V2.

### Word Gets Around
Выступления 1997 года и дебютный альбом группы, озаглавленный Word Gets Around, стали настоящим открытием, особенно в Великобритании. Звучание группы описывали как «звонкие гитары, завораживающие изящные гармонии, смесь рока с поэзией, искренние романтические тексты, вышедшие из-под пера Келли Джонса, чей резкий голос никого не оставит равнодушным». Такая уникальная смесь не осталась незамеченной широкой публикой, и группа в 1998 году получает премию Brit Awards в номинации «Лучшая новая группа», а их альбом становится «платиновым» в Великобритании (500 000 экземпляров).

### Performance and Cocktails
Два года спустя, уже будучи успешной группой, Stereophonics выпускают свою вторую работу, Performance and Cocktails. Новый альбом был не менее мощным, чем предыдущий, с песнями, такими как «The Bartender and the Thief», «Just Looking» и «I Stopped to Fill My Car Up», свидетельствующими о подлинном таланте. После этого альбома группа приобрела непреходящую популярность не только в Соединённом Королевстве, но и во всей Европе. Три сингла с альбома попали в британский Top-10, а сам альбом стал дважды платиновым.

### Just Enough Education to Perform
В апреле 2001 года был записан новый альбом, который оказался немного более акустическим, чем предыдущий. Альбом получил название Just Enough Education to Perform (J.E.E.P). Главные хиты альбома — «Have A Nice Day», «Mr.Writer». На сегодняшний день это самый известный альбом группы, несмотря на обрушившуюся на него критику со стороны прессы, вызванную песней «Mr. Writer», содержащей жалобы на поведение журналистов.

### You Gotta Go There to Come Back
2003 год стал поворотным для группы, которая выпустила свой четвёртый альбом под названием You Gotta Go There to Come Back. В нём группа открывает новую грань своего таланта, представив альбом куда более зрелый, чем предыдущие, в отношении как уровня текстов, так и музыки. Песни более глубокие и сильно отличаются от рок-песен дебютного альбома. Главным хитом альбома стала песня Maybe Tomorrow.
Тем временем в группе назревают проблемы, и ударник Стюарт Кейбл в сентябре того же года покидает группу. Во время тура его заменял бывший ударник группы Black Crowes Стив Горман.

### Новый ударник
Через некоторое время после окончания тура (декабрь 2004) Келли и Ричард решили нанять нового ударника. Их выбор пал на аргентинца Хавьера Уэйлера, которого они уже однажды встречали: «Мы были в рок-клубе, прекрасно проводили время, и хозяин пригласил нас к себе домой на вечеринку, где собираются музыканты. В Лондоне Хавьер уже был известен, он работал в студии в Фулхэме и помогал делать демозаписи для нашего альбома You Gotta Go There to Come Back» (Келли Джонс).

### Language. Sex. Violence. Other?
Обновлённое трио возвращается к своим корням, выпустив в 2005 году альбом Language. Sex. Violence. Other? Альбом оказался на вершине британских чартов, главным хитом стала песня Dakota. Во время мирового тура, последовавшего за выпуском альбома, был записан концертный альбом «Live from Dakota».
Тем временем, в марте 2007 года, Келли Джонс заканчивает работу над сольным альбомом, озаглавленным Only The Names Have Been Changed с простыми гитарным, фортепианными и струнными аранжировками. Названия всех песен на альбоме состоят из женских имён.
В честь 10-летия группы в 2006 году музыканты решили выпустить концертный альбом (Live From Dakota) и DVD (Rewind, вышел в апреле 2007). Последний прослеживает всю карьеру группы, включает в себя интервью с Роном Вудом (Rolling Stones), Ноэлем Галлахером (Oasis), Боно (U2), Томом Джонсом, The Black Crowes, более двух часов отрывков их выступлений во время разных туров, начиная с 1997 года, и некоторые видеозаписи акустического тура Келли Джонса (2000), включая неизданные записи.

### Pull the Pin
Выпущенный в октябре 2007 года, Pull the Pin стал шестым студийным альбомом Stereophonics. Название альбома — выражение, которое в юности часто употреблял Келли, означающее примерно «делай что хочешь». Первым синглом с альбома стала «Bank Holiday Monday», вторым — «It Means Nothing». Келли пояснил, что он «написал эту песню в гостиничном номере в Германии. Это было 7 июля 2005 года, в момент, когда я чувствовал обиду. Но песня не об этом, это скорее наша манера продолжать заниматься любимым делом даже в такие моменты, как этот».

### Capitan Melao
Ударник Хавьер Уэйлер выпустил в 2007 году альбом своего сольного проекта Capitan Melao. Альбом называется «Lagrima» — по названию композиции известного арт-рокового гитариста Фила Манзанеры (Phil Manzanera). Melao — жаргонное слово, используемое в Латинской Америке для обозначения музыкального стиля соул.

### Keep Calm and Carry On
Седьмой студийный альбом коллектива, вышедший в 2009 году, получил название Keep Calm and Carry On. О его выходе было объявлено ещё в середине 2009 года, официальный релиз состоялся 16 ноября. Чуть раньше, в августе, группа выпустила сингл Could You Be The One, возглавивший в первую же неделю своего существования британские чарты. Главными же хитами альбома стали песни Innocent и 100MPH. Альбом был в целом встречен положительно как фанатами группы, так и музыкальными критиками, хоть и не попал в топ-10 британских альбомов по итогам года.

### Graffiti on the Train
Альбом Graffiti on the Train вышел 4 марта 2013 года. Альбом вышел после долгой паузы, в отличие от остальных альбомов группы.

## Участники
| Состав - Келли Джонс — вокал, гитара, клавишные (1992—н. в.) - Ричард Джонс — бас-гитара, пианино, бэк-вокал (1992—н. в.) - Адам Зиндани — ритм-гитара, бэк-вокал, иногда вокал (2007—н. в.) - Джейми Моррисон — ударные (2012—н. в.) - Тони Керкем — клавишные (с 1999 года). Концертный музыкант Бывшие участники - Стюарт Кейбл — ударные (1992—2003; умер в 2010 году) - Хавьер Уэйлер — ударные (2004—2012) | Бывшие концертные участники - Скотт Джеймс — гитара, бэк-вокал (2001—2004) - Марк Пати — гитара, бэк-вокал (2005—2006) - Эйлин Маклафлин — бэк-вокал (2002—2003) - Анна Росс — бэк-вокал (2002—2003) - Стив Горман — ударные, перкуссия (2003—2004; участник The Black Crowes) - Сэм Япп — ударные, перкуссия (2012; участник Casino) |

## Дискография
- Word Gets Around (1997)
- Performance and Cocktails (1999)
- Just Enough Education to Perform (2001)
- You Gotta Go There to Come Back (2003)
- Language. Sex. Violence. Other? (2005)
- Live from Dakota (2006)
- Pull the Pin (2007)
- Keep Calm and Carry On (2009)
- Graffiti on the Train (2013)
- Keep the Village Alive (2015)
- Scream Above the Sounds (2017)
- Kind (2019)
- Oochya! (2022)
- Make 'em Laugh, Make 'em Cry, Make 'em Wait (2025)

## Факты
- Группа очень хорошо общается с английским футболистом Уэйном Руни, у которого они выступали на свадьбе. Участники Stereophonics часто посещали матчи «Манчестер Юнайтед», за который выступал Руни. У Руни, в свою очередь, есть татуировка с надписью «Just Enough Education to Perform» — название альбома группы, выпущенного в 2001 году.
- Группа записала эксклюзивную песню для заставки к документальному сериалу «Долгая дорога вокруг света» и несколько изменённую её версию для сериала «Долгий путь на юг».
- Песня «Dakota» стала главной темой для компьютерной игры FIFA Manager 2006 и Pro Evolution Soccer 2010